# Éliminatoires de la Coupe du monde de football 2014, zone Amérique du Nord, Centrale et Caraïbes, quatrième tour
Cet article donne les résultats du quatrième et dernier tour qualificatif de la zone Amérique du Nord, Centrale et Caraïbes pour les éliminatoires de la coupe du monde de football 2014.

## Résultats
Les trois premiers du groupe sont qualifiés pour la Coupe du monde 2014 au Brésil et le quatrième participe aux barrages contre le vainqueur du groupe de qualification de l'OFC.
| Rang | Équipe     | Pts | J  | G | N | P | Bp | Bc | Diff |  | Résultats (▼ dom., ► ext.) | Drapeau des États-Unis | Drapeau du Costa Rica | Drapeau du Honduras | Drapeau du Mexique | Drapeau du Panama | Drapeau de la Jamaïque |
| ---- | ---------- | --- | -- | - | - | - | -- | -- | ---- |  | -------------------------- | ---------------------- | --------------------- | ------------------- | ------------------ | ----------------- | ---------------------- |
| 1    | États-Unis | 22  | 10 | 7 | 1 | 2 | 15 | 8  | +7   |  | États-Unis                 |                        | 1-0                   | 1-0                 | 2-0                | 2-0               | 2-0                    |
| 2    | Costa Rica | 18  | 10 | 5 | 3 | 2 | 13 | 7  | +6   |  | Costa Rica                 | 3-1                    |                       | 1-0                 | 2-1                | 2-0               | 2-0                    |
| 3    | Honduras   | 15  | 10 | 4 | 3 | 3 | 13 | 12 | +1   |  | Honduras                   | 2-1                    | 1-0                   |                     | 2-2                | 2-2               | 2-0                    |
| 4    | Mexique    | 11  | 10 | 2 | 5 | 3 | 7  | 9  | -2   |  | Mexique                    | 0-0                    | 0-0                   | 1-2                 |                    | 2-1               | 0-0                    |
| 5    | Panama     | 8   | 10 | 1 | 5 | 4 | 10 | 14 | -4   |  | Panama                     | 2-3                    | 2-2                   | 2-0                 | 0-0                |                   | 0-0                    |
| 6    | Jamaïque   | 5   | 10 | 0 | 5 | 5 | 5  | 13 | -8   |  | Jamaïque                   | 1-2                    | 1-1                   | 2-2                 | 0-1                | 1-1               |                        |

### Détails des rencontres
| 1re journée                | Honduras                     | 2 – 1 | États-Unis  | Estadio Olímpico Metropolitano, San Pedro Sula  |                                                 |
| 6 février 2013 15:00 UTC-6 | J. García 40e · Bengtson 79e |       | 36e Dempsey | Spectateurs : 32 000 Arbitrage : Walter Quesada | Spectateurs : 32 000 Arbitrage : Walter Quesada |
| 6 février 2013 15:00 UTC-6 | Rapport                      |       |             | Spectateurs : 32 000 Arbitrage : Walter Quesada | Spectateurs : 32 000 Arbitrage : Walter Quesada |

| 6 février 2013 | Mexique      | 0 – 0 | Jamaïque         | Estadio Azteca, Mexico                       |                                              |
| 20:30 UTC-6    | Moreno 45+2e |       | 90+4e J. Johnson | Spectateurs : 43 002 Arbitrage : Mark Geiger | Spectateurs : 43 002 Arbitrage : Mark Geiger |
| 20:30 UTC-6    | Rapport      |       |                  | Spectateurs : 43 002 Arbitrage : Mark Geiger | Spectateurs : 43 002 Arbitrage : Mark Geiger |

| 6 février 2013 | Panama                                       | 2 – 2 | Costa Rica                                        | Estadio Rommel Fernández, Panama                  |                                                   |
| 21:00 UTC-5    | L. Henríquez 15e · R. Torres 27e · Baloy 62e |       | 39e Saborío · 45e Borges · 62e Bolaños · 84e Ruiz | Spectateurs : 25 000 Arbitrage : Francisco Chacón | Spectateurs : 25 000 Arbitrage : Francisco Chacón |
| 21:00 UTC-5    | Rapport                                      |       |                                                   | Spectateurs : 25 000 Arbitrage : Francisco Chacón | Spectateurs : 25 000 Arbitrage : Francisco Chacón |

| 2e journée               | Honduras                  | 2 – 2 | Mexique                                                 | Estadio Olímpico Metropolitano, San Pedro Sula     |                                                    |
| 22 mars 2013 15:05 UTC-6 | Costly 77e · Bengtson 80e |       | 28e 54e J. Hernández · 34e J. Torres · 88e F. Rodríguez | Spectateurs : 38 500 Arbitrage : Courtney Campbell | Spectateurs : 38 500 Arbitrage : Courtney Campbell |
| 22 mars 2013 15:05 UTC-6 | Rapport                   |       |                                                         | Spectateurs : 38 500 Arbitrage : Courtney Campbell | Spectateurs : 38 500 Arbitrage : Courtney Campbell |

| 22 mars 2013 | Jamaïque                                                                               | 1 – 1 | Panama                                                            | Independence Park, Kingston                            |                                                        |
| 20:30 UTC-5  | Beckford 16e · Elliott 23e · Phillips 45+2e · Shelton 45+2e · Daley 56e · McCleary 87e |       | 59e M. Sánchez (en) · 66e L. Henríquez · 68e Gómez · 88e Quintero | Spectateurs : 25 000 Arbitrage : Héctor Rodríguez (en) | Spectateurs : 25 000 Arbitrage : Héctor Rodríguez (en) |
| 20:30 UTC-5  | Rapport                                                                                |       |                                                                   | Spectateurs : 25 000 Arbitrage : Héctor Rodríguez (en) | Spectateurs : 25 000 Arbitrage : Héctor Rodríguez (en) |

| 22 mars 2013 | États-Unis  | 1 – 0 | Costa Rica                   | Dick's Sporting Goods Park, Commerce City, CO |                                               |
| 20:10 UTC-6  | Dempsey 16e |       | 49e Miller · 90e G. González | Spectateurs : 19 734 Arbitrage : Joel Aguilar | Spectateurs : 19 734 Arbitrage : Joel Aguilar |
| 20:10 UTC-6  | Rapport     |       |                              | Spectateurs : 19 734 Arbitrage : Joel Aguilar | Spectateurs : 19 734 Arbitrage : Joel Aguilar |

| 3e journée               | Costa Rica                                                | 2 – 0 | Jamaïque                    | Estadio Nacional, San José                         |                                                    |
| 26 mars 2013 20:00 UTC-6 | A. Rodríguez (es) 19e · Umaña 22e · Calvo 72e · Umaña 87e |       | 52e Taylor · 70e J. Johnson | Spectateurs : 32 427 Arbitrage : Enrico Wijngaarde | Spectateurs : 32 427 Arbitrage : Enrico Wijngaarde |
| 26 mars 2013 20:00 UTC-6 | Rapport                                                   |       |                             | Spectateurs : 32 427 Arbitrage : Enrico Wijngaarde | Spectateurs : 32 427 Arbitrage : Enrico Wijngaarde |

| 26 mars 2013 | Mexique | 0 – 0 | États-Unis                            | Estadio Azteca, Mexico                        |                                               |
| 20:30 UTC-6  |         |       | 8e Beasley · 20e Besler · 90+2e Davis | Spectateurs : 85 500 Arbitrage : Walter Lopez | Spectateurs : 85 500 Arbitrage : Walter Lopez |
| 20:30 UTC-6  | Rapport |       |                                       | Spectateurs : 85 500 Arbitrage : Walter Lopez | Spectateurs : 85 500 Arbitrage : Walter Lopez |

| 26 mars 2013 | Panama                | 2 – 0 | Honduras | Estadio Rommel Fernández, Panama City         |                                               |
| 21:00 UTC-5  | Tejada 2e · Pérez 74e |       |          | Spectateurs : 18 253 Arbitrage : Jair Marrufo | Spectateurs : 18 253 Arbitrage : Jair Marrufo |
| 21:00 UTC-5  | Rapport               |       |          | Spectateurs : 18 253 Arbitrage : Jair Marrufo | Spectateurs : 18 253 Arbitrage : Jair Marrufo |

| 4e journée              | Panama        | 0 – 0 | Mexique         | Estadio Rommel Fernández, Panama City           |                                                 |
| 7 juin 2013 21:05 UTC-5 | R. Torres 89e |       | 86e Flores (en) | Spectateurs : 27 100 Arbitrage : Walter Quesada | Spectateurs : 27 100 Arbitrage : Walter Quesada |
| 7 juin 2013 21:05 UTC-5 | Rapport       |       |                 | Spectateurs : 27 100 Arbitrage : Walter Quesada | Spectateurs : 27 100 Arbitrage : Walter Quesada |

| 7 juin 2013 | Jamaïque     | 1 – 2 | États-Unis                                          | Independence Park, Kingston                     |                                                 |
| 20:30 UTC-5 | Beckford 89e |       | 30e Altidore · 88e Zusi · 90+2e Evans · 90+2e Evans | Spectateurs : 12 130 Arbitrage : Roberto Moreno | Spectateurs : 12 130 Arbitrage : Roberto Moreno |
| 20:30 UTC-5 | Rapport      |       |                                                     | Spectateurs : 12 130 Arbitrage : Roberto Moreno | Spectateurs : 12 130 Arbitrage : Roberto Moreno |

| 7 juin 2013 | Costa Rica                                     | 1 – 0 | Honduras                                | Estadio Nacional, San José                    |                                               |
| 20:10 UTC-6 | Miller 25e · Navas 66e · A. Rodríguez (es) 74e |       | 23e Garrido · 65e Espinoza · 66e Costly | Spectateurs : 35 000 Arbitrage : Walter Lopez | Spectateurs : 35 000 Arbitrage : Walter Lopez |
| 20:10 UTC-6 | Rapport                                        |       |                                         | Spectateurs : 35 000 Arbitrage : Walter Lopez | Spectateurs : 35 000 Arbitrage : Walter Lopez |

| 5e journée               | Mexique                        | 0 – 0 | Costa Rica | Estadio Azteca, Mexico                       |                                              |
| 11 juin 2013 19:00 UTC-6 | J. Hernández 31e · Herrera 70e |       | 22e Gamboa | Spectateurs : 65 753 Arbitrage : Mark Geiger | Spectateurs : 65 753 Arbitrage : Mark Geiger |
| 11 juin 2013 19:00 UTC-6 | Rapport                        |       |            | Spectateurs : 65 753 Arbitrage : Mark Geiger | Spectateurs : 65 753 Arbitrage : Mark Geiger |

| 11 juin 2013 | États-Unis                                                 | 2 – 0 | Panama              | CenturyLink Field, Seattle, WA                  |                                                 |
| 19:10 UTC-7  | Altidore 35e · E. Johnson 53e · Altidore 56e · Cameron 69e |       | 69e M. Sánchez (en) | Spectateurs : 40 847 Arbitrage : Roberto García | Spectateurs : 40 847 Arbitrage : Roberto García |
| 19:10 UTC-7  | Rapport                                                    |       |                     | Spectateurs : 40 847 Arbitrage : Roberto García | Spectateurs : 40 847 Arbitrage : Roberto García |

| 11 juin 2013 | Honduras                                                | 2 – 0 | Jamaïque                                                         | Estadio Tiburcio Carias Andino, Tegucigalpa      |                                                  |
| 19:00 UTC-6  | O. García 10e · Garrido 31e · Bernárdez 44e · Rojas 88e |       | 51e Woodbine · 53e J. Johnson · 68e, 76e Mariappa · 77e Ricketts | Spectateurs : 29 000 Arbitrage : Marco Rodríguez | Spectateurs : 29 000 Arbitrage : Marco Rodríguez |
| 19:00 UTC-6  | Rapport                                                 |       |                                                                  | Spectateurs : 29 000 Arbitrage : Marco Rodríguez | Spectateurs : 29 000 Arbitrage : Marco Rodríguez |

| 6e journée              | Jamaïque   | 0 – 1 | Mexique                     | Independence Park, Kingston                   |                                               |
| 4 juin 2013 20:35 UTC-5 | Powell 54e |       | 48e de Nigris · 84e Torrado | Spectateurs : 16 483 Arbitrage : Joel Aguilar | Spectateurs : 16 483 Arbitrage : Joel Aguilar |
| 4 juin 2013 20:35 UTC-5 | Rapport    |       |                             | Spectateurs : 16 483 Arbitrage : Joel Aguilar | Spectateurs : 16 483 Arbitrage : Joel Aguilar |

| 18 juin 2013 | Costa Rica                                               | 2 – 0 | Panama                | Estadio Nacional, San José                         |                                                    |
| 20:00 UTC-6  | A. Rodríguez (es) 26e · Ruiz 49e · Borges 52e · Ruiz 71e |       | 16e Pérez · 90e Baloy | Spectateurs : 35 000 Arbitrage : Courtney Campbell | Spectateurs : 35 000 Arbitrage : Courtney Campbell |
| 20:00 UTC-6  | Rapport                                                  |       |                       | Spectateurs : 35 000 Arbitrage : Courtney Campbell | Spectateurs : 35 000 Arbitrage : Courtney Campbell |

| 18 juin 2013 | États-Unis                  | 1–0 | Honduras                                          | Rio Tinto Stadium, Sandy, UT                       |                                                    |
| 19:05 UTC-6  | J. Jones 10e · Altidore 74e |     | 34e Arnold Peralta · 76e Palacios · 90e Velásquez | Spectateurs : 20 250 Arbitrage : Enrico Wijngaarde | Spectateurs : 20 250 Arbitrage : Enrico Wijngaarde |
| 19:05 UTC-6  | Rapport                     |     |                                                   | Spectateurs : 20 250 Arbitrage : Enrico Wijngaarde | Spectateurs : 20 250 Arbitrage : Enrico Wijngaarde |

| 7e journée                   | Mexique                  | 1 – 2 | Honduras                                                                 | Estadio Azteca, Mexico                          |                                                 |
| 6 septembre 2013 20:30 UTC-5 | Peralta 6e · Torrado 54e |       | 45+1e Bernárdez · 58e O. García · 63e Bengtson · 66e Costly · 66e Costly | Spectateurs : 73 981 Arbitrage : Roberto Moreno | Spectateurs : 73 981 Arbitrage : Roberto Moreno |
| 6 septembre 2013 20:30 UTC-5 | Rapport                  |       |                                                                          | Spectateurs : 73 981 Arbitrage : Roberto Moreno | Spectateurs : 73 981 Arbitrage : Roberto Moreno |

| 6 septembre 2013 | Panama        | 0 – 0 | Jamaïque                                  | Estadio Rommel Fernández, Panama City         |                                               |
| 21:00 UTC-5      | R. Torres 55e |       | 11e King · 33e, 58e Austin · 87e Ricketts | Spectateurs : 20 000 Arbitrage : Walter Lopez | Spectateurs : 20 000 Arbitrage : Walter Lopez |
| 21:00 UTC-5      | Rapport       |       |                                           | Spectateurs : 20 000 Arbitrage : Walter Lopez | Spectateurs : 20 000 Arbitrage : Walter Lopez |

| 6 septembre 2013 | Costa Rica                                                                  | 3 – 1 | États-Unis                                                     | Estadio Nacional, San José                       |                                                  |
| 20:00 UTC-6      | Acosta 3e · Borges 10e · Umaña 32e · Bolaños 36e · Navas 41e · Campbell 76e |       | 43e (pen.) Dempsey · 62e Cameron · 78e Besler · 90+2e Altidore | Spectateurs : 35 000 Arbitrage : Marco Rodríguez | Spectateurs : 35 000 Arbitrage : Marco Rodríguez |
| 20:00 UTC-6      | Rapport                                                                     |       |                                                                | Spectateurs : 35 000 Arbitrage : Marco Rodríguez | Spectateurs : 35 000 Arbitrage : Marco Rodríguez |

| 8e journée                    | Jamaïque       | 1 – 1 | Costa Rica | Independence Park, Kingston                  |                                              |
| 10 septembre 2013 19:00 UTC-5 | Anderson 90+2e |       | 75e Brenes | Spectateurs : 6 000 Arbitrage : Jair Marrufo | Spectateurs : 6 000 Arbitrage : Jair Marrufo |
| 10 septembre 2013 19:00 UTC-5 | Rapport        |       |            | Spectateurs : 6 000 Arbitrage : Jair Marrufo | Spectateurs : 6 000 Arbitrage : Jair Marrufo |

| 10 septembre 2013 | États-Unis                                              | 2 – 0 | Mexique | Columbus Crew Stadium, Columbus, OH                |                                                    |
| 20:05 UTC-4       | Bedoya 45e · E. Johnson 50e · Donovan 78e · Donovan 84e |       |         | Spectateurs : 25 584 Arbitrage : Courtney Campbell | Spectateurs : 25 584 Arbitrage : Courtney Campbell |
| 20:05 UTC-4       | Rapport                                                 |       |         | Spectateurs : 25 584 Arbitrage : Courtney Campbell | Spectateurs : 25 584 Arbitrage : Courtney Campbell |

| 10 septembre 2013 | Honduras                                                | 2 – 2 | Panama                                                        | Estadio Tiburcio Carias Andino, Tegucigalpa  |                                              |
| 19:00 UTC-6       | Garrido 17e · Costly 27e · Palacios 61e · Izaguirre 64e |       | 4e Chen · 12e Quintero · 43e Baloy · 50e G. Torres · 90e Chen | Spectateurs : 26 000 Arbitrage : Mark Geiger | Spectateurs : 26 000 Arbitrage : Mark Geiger |
| 19:00 UTC-6       | Rapport                                                 |       |                                                               | Spectateurs : 26 000 Arbitrage : Mark Geiger | Spectateurs : 26 000 Arbitrage : Mark Geiger |

| 9e journée                  | Honduras                    | 1 – 0 | Costa Rica | Estadio Olímpico Metropolitano, San Pedro Sula |                                               |
| 11 octobre 2013 15:00 UTC-6 | Bengtson 64e · Bengtson 64e |       |            | Spectateurs : 38 500 Arbitrage : Jair Marrufo  | Spectateurs : 38 500 Arbitrage : Jair Marrufo |
| 11 octobre 2013 15:00 UTC-6 | Rapport                     |       |            | Spectateurs : 38 500 Arbitrage : Jair Marrufo  | Spectateurs : 38 500 Arbitrage : Jair Marrufo |

| 11 octobre 2013 | États-Unis                               | 2 – 0 | Jamaïque       | Sporting Park, Kansas City, KS                 |                                                |
| 17:35 UTC-5     | Zusi 77e · Altidore 80e · Kljestan 90+1e |       | 90+2e Anderson | Spectateurs : 18 467 Arbitrage : Elmer Bonilla | Spectateurs : 18 467 Arbitrage : Elmer Bonilla |
| 17:35 UTC-5     | Rapport                                  |       |                | Spectateurs : 18 467 Arbitrage : Elmer Bonilla | Spectateurs : 18 467 Arbitrage : Elmer Bonilla |

| 11 octobre 2013 | Mexique                                                 | 2 – 1 | Panama                    | Estadio Azteca, Mexico                        |                                               |
| 20:30 UTC-5     | Peralta 39e · Peralta 60e · Zavala 75e · R. Jiménez 85e |       | 16e Cummings · 81e Tejada | Spectateurs : 90 758 Arbitrage : Joel Aguilar | Spectateurs : 90 758 Arbitrage : Joel Aguilar |
| 20:30 UTC-5     | Rapport                                                 |       |                           | Spectateurs : 90 758 Arbitrage : Joel Aguilar | Spectateurs : 90 758 Arbitrage : Joel Aguilar |

| 10e journée                 | Jamaïque                                                                     | 2 – 2 | Honduras                                                   | Independence Park, Kingston                 |                                             |
| 15 octobre 2013 20:30 UTC-5 | Claros 3e (csc) · Austin 31e · Phillips 36e · Austin 59e (pen.) · Watson 85e |       | 2e Costly · 26e Beckeles · 33e Figueroa · 90+3e Valladares | Spectateurs : 6 000 Arbitrage : Mark Geiger | Spectateurs : 6 000 Arbitrage : Mark Geiger |
| 15 octobre 2013 20:30 UTC-5 | Rapport                                                                      |       |                                                            | Spectateurs : 6 000 Arbitrage : Mark Geiger | Spectateurs : 6 000 Arbitrage : Mark Geiger |

| 15 octobre 2013 | Panama                                                  | 2 – 3 | États-Unis                                 | Estadio Rommel Fernández, Panama                   |                                                    |
| 20:30 UTC-5     | G. Torres 18e · Tejada 83e · R. Torres 83e · Tejada 86e |       | 64e Orozco · 90+1e Zusi · 90+2e Jóhannsson | Spectateurs : 18 254 Arbitrage : Courtney Campbell | Spectateurs : 18 254 Arbitrage : Courtney Campbell |
| 20:30 UTC-5     | Rapport                                                 |       |                                            | Spectateurs : 18 254 Arbitrage : Courtney Campbell | Spectateurs : 18 254 Arbitrage : Courtney Campbell |

| 15 octobre 2013 | Costa Rica                                                    | 2 – 1 | Mexique                                   | Estadio Nacional, San José                    |                                               |
| 19:30 UTC-6     | Oviedo 2e · Ruiz 26e · Acosta 57e · Saborío 64e · Navas 90+2e |       | 29e Peralta · 53e J. Torres · 61e Márquez | Spectateurs : 35 000 Arbitrage : Walter Lopez | Spectateurs : 35 000 Arbitrage : Walter Lopez |
| 19:30 UTC-6     | Rapport                                                       |       |                                           | Spectateurs : 35 000 Arbitrage : Walter Lopez | Spectateurs : 35 000 Arbitrage : Walter Lopez |

## Buteurs
Au total, 63 buts ont été inscrits en 30 rencontres pour une moyenne de 2,10 buts/match.
4 buts
| - Jozy Altidore | - Jerry Bengtson - Carlo Costly |  |

3 buts
| - Bryan Ruiz - Oribe Peralta | - Luis Tejada - Clint Dempsey |  |

2 buts
| - Celso Borges - Álvaro Saborío - Javier Hernández | - Luis Henríquez - Gabriel Torres | - Eddie Johnson - Graham Zusi |

1 but
| - Johnny Acosta - Randall Brenes - Diego Calvo - Joel Campbell - Roy Miller - Michael Umaña - Juan Carlos García - Óscar García | - Wilson Palacios - Roger Rojas - Maynor Figueroa - Jermaine Anderson - Jermaine Beckford - Marvin Elliott - Rodolph Austin - Raúl Jiménez | - Aldo de Nigris - Roberto Chen - Blas Pérez - Román Torres - Landon Donovan - Brad Evans - Michael Orozco Fiscal - Aron Jóhannsson |

But contre son camp
- Jorge Claros (pour la  Jamaïque)